# Бои за Тафтаназ
Бои за Тафтаназ — вооружённые столкновения между правительственными силами и боевиками ССА за город Тафтаназ в ходе Гражданской войны в Сирии.

## Ход боев
Операция по освобождению захваченного боевиками города Тафтаназ началась 3 апреля 2012 года.
5 апреля было сообщено, что сирийские войска освободили город Тафтаназ от боевиков и преследуют их в небольших селениях на границе с Турцией. В результате успешно проведенной операции задержано большое количество боевиков и освобождены похищенные ими заложники.
Потери с обеих сторон составили 120 человек.

## Последующие события
22 ноября 2012 года в районе города Тафтаназ во время рабочей поездки был похищен американец Джеймс Фоули, который предоставлял видеоматериалы агентству Франс Пресс, его коллегу также похитили. Позже боевики группировки «Исламское государство» разместили в интернете видеозапись казни Фоули.
Боевики пытались захватить авиабазу «Тафтаназ» вблизи города в течение нескольких месяцев, однако ранее всякий раз их атаки отбивались. 3 ноября 2012 года группы боевиков совершила попытку захвата аэродрома. По оценкам наблюдателей, наступление на «Тафтаназ» было развернуто на рассвете, когда сразу пять боевых подразделений бандгрупп открыли огонь из множества ракетных установок, минометов и других видов вооружения.
В нападении на «Тафтаназ» в первых числах января 2013 года приняли участие порядка 700 террористов, среди которых были боевики из террористических группировок «Ахрар аш-Шам» и «Фронт ан-Нусра» — боевого крыла «Аль-Каиды». 2 января террористы предприняли попытку захвата аэродрома, однако уже через два дня были отброшены. Вторую попытку боевики предприняли 8 января, а уже на следующий день они заявили, что в ходе многодневного штурма днем им якобы удалось прорваться на территорию вертолетной базы. В тот же день на сервисе YouTube появилась видеозапись, на которой видно, что боевики контролируют как минимум часть этой базы. По заявлениям самих нападавших, во время штурма они якобы использовали ранее захваченные зенитные пулеметы, артиллерийские орудия и танки. Однако уже на следующий день заявления о боевиков были опровергнуты: военнослужащие, охранявшие смогли отстоять аэродром и дать отпор террористам, большое количество которых было убито или ранено, а остальные нападавшие — бежали.
Наблюдатели отмечали, что за несколько дней до этого боевики уже совершали вооруженные нападения на объекты сирийских ВВС на севере страны, в результате чего военная авиация правительства в этом регионе оказалась фактически прикована к земле. По данным американской разведки, отслеживающей полеты ВВС Сирии, на севере страны уже в течение этого времени прекратились вылеты военной авиации — как самолётов, так и вертолетов.
Нападения на аэродром и якобы имевший место захват военного объекта в Госдепартаменте США отметили похвалой, при этом не вдаваясь в подробности о персональном составе атакующей группы — среди нападавших были и боевики из группировки «Фронт ан-Нусра» — в декабре прошлого года признанной США террористической. Тем не менее в госдепартаменте признали, что об окончательном захвате базы говорить ещё рано — на тот момент бои за аэродром ещё продолжались.